# Masoreus
Masoreus is een geslacht van kevers uit de familie van de loopkevers (Carabidae). De wetenschappelijke naam van het geslacht is voor het eerst geldig gepubliceerd in 1821 door Dejean.

## Soorten
Het geslacht Masoreus omvat de volgende soorten:
- Masoreus aegyptiacus Dejean, 1828
- Masoreus affinis Chaudoir, 1843
- Masoreus alticola Wollaston, 1864
- Masoreus grandis Zimmermann, 1834
- Masoreus orientalis Dejean, 1828
- Masoreus saharensis Mateu, 1984
- Masoreus wetterhallii Gyllenhal, 1813